# Свободный Ачех

Флаг движения.

Движение «Свободный Ачех» (индон. Gerakan Aceh Merdeka или GAM), также известное как Ачехский Суматранский фронт национального освобождения (ASNLF), — сепаратистское движение, выступавшее за независимость провинции Ачех, находящейся в северной части острова Суматра в Индонезии, и ведшее партизанскую войну против правительства, на сегодняшний день прекратившуюся. Штаб-квартира движения располагалась в столице Финляндии Хельсинки. Основателем движения был Хасан Тиро.
Повстанческие силы GAM воевали против индонезийских правительственных войск в провинции Ачех с 1976 по 2005 год, конфликт унёс более 15 000 жизней. Организация отказалась от своих сепаратистских намерений и ликвидировала своё вооружённое крыло после мирного соглашения с правительством Индонезии в 2005 году. Правительство Индонезии называло движение «Ачехским движением нарушения безопасности».
В 2007 году на базе движения была создана «Ачехская партия».